# Давымука, Степан Антонович
Степан Антонович Давимука (укр. Степан Антонович Давимука; 8 февраля 1947, Чернелица, Станиславская область) — украинский политический и научный деятель, изобретатель. Член партии Всеукраинское объединение «Батькивщина» с 12 декабря 2007.

## Образование
В 1964 году окончил с золотой медалью Чернелицкую среднюю школу.
С 1964 в 1969 года учился на факультете автоматики Львовского политехнического института по специальности инженер-электрик. Окончил с отличием.
Кандидат технических наук (с 1987), доктор экономических наук (с 1999). Кандидатская диссертация «Исследование и разработка САПР микроэлектронной элементной базы специального использования для электроизмерительной техники». Докторская диссертация «Теоретико-методологические аспекты приватизации и механизмы её реализации в Украине».

## Карьера
- 1969—1976 — работал в Львовском политехническом институте.
- 1976—1990 — работал в Львовском СКБ микроэлектроники в приборостроении ВО «Микроприбор».
- 1990—1994 — депутат Львовского областного совета.
- 1990—1991 — председатель Львовского облисполкома.
- 1991—1992 — первый заместитель председателя Львовского облисполкома.
- 1992—1994 — представитель Президента в Львовской области.
- 1994—2005 — начальник Львовского регионального отделения Фонда государственного имущества Украины.

Член Народного Руха Украины с 1989 до 2007, член Большого совета НРУ (1989—1990).
Автор (соавтор) более 130 научных работ (более 50 экономических), 22 изобретений.
Член Академии менеджмента и предпринимательства (с 1993), Академии экономических наук Украины (с 2000).
Член Национального союза журналистов Украины (с 2000).
Президент Львовской областной шахматной федерации, вице-президент Шахматной федерации Украины.
Владеет польским и немецким языками.
Увлекается философией и психологией.

## Семья
Украинец. Отец Антон Григорьевич (1924—2007), мать Мария Степановна (1926—2008). Жена Мария Ивановна (1949) — врач-кардиолог, заместитель главного врача Львовского областного кардиологического центра. Сын Назар (1970) — экономист, руководитель торгово-экономической миссии в составе Посольства Украины в Туркменистане. Дочь Оксана (1977).

## Парламентская деятельность
Народный депутат Украины IV созыва с 16 марта 2005 до 25 мая 2006 от Блока Виктора Ющенко «Наша Украина», № 77 в списке. Член фракции «Наша Украина» (март — сентябрь 2005), член фракции НРУ (с сентября 2005). Член Комитета по вопросам национальной безопасности и обороны (май — июнь 2005), председатель подкомитета по проблемам социальной защиты военнослужащих, членов их семей и военных пенсионеров Комитета по вопросам национальной безопасности и обороны (с июня 2005).
Народный депутат Украины V созыва с 25 мая 2006 до 12 июня 2007 от Блока «Наша Украина», № 81 в списке. Член фракции «Наша Украина» (с мая 2006). Член Комитета по вопросам национальной безопасности и обороны (июль — декабрь 2006), член Специальной контрольной комиссии по вопросам приватизации (с июля 2006), председатель подкомитета по вопросам правового обеспечения экономической, техногенной и экологической безопасности Комитета по вопросам национальной безопасности и обороны (с декабря 2006). 15 июня 2007 досрочно прекратил свои полномочия во время массового сложения мандатов депутатами-оппозиционерами с целью проведения внеочередных выборов в Верховную Раду.
Народный депутат Украины 6-го созыва с 23 ноября 2007 до 12 декабря 2012 от «Блока Юлии Тимошенко», № 135 в списке. На время выборов: вице-президент Украинского фонда «Общественное мнение» (город Львов), беспартийный. Член фракции «Блок Юлии Тимошенко» (с ноября 2007). Заместитель председателя Комитета по вопросам науки и образования, член Специальной контрольной комиссии по вопросам приватизации (с декабря 2007).

## Награды и государственные ранги
Лауреат первой премии имени Академика Вавилова (1982), нагрудный знак «Изобретатель СССР» (1980), «Заслуженный экономист Украины» (с 1997). Орден «За заслуги» III степени (февраль 2007).
Государственный служащий 1-го ранга (апрель 1994).